# Soresina-Vidoni
Soresina-Vidoni, antica nobile famiglia.
I da Soresina sono un'antica famiglia patrizia di Milano, milanese, trasferitasi a Cremona dopo l'affermazione dei Visconti di Milano. I Vidoni giunsero a Cremona dalle Fiandre nel corso del XV secolo. La famiglia Soresina proseguí con Francesco, che ereditò parte dei beni della madre, una Vidoni, aggiungendo il cognome Vidoni.

## Esponenti illustri
- Tommaso Vidoni (XIII secolo), capitaneus populi nel 1303;[1]
- Giovanni Vidoni (XIII secolo), nel 1358 si iscrisse all'albo dei cusidici, che praticavano la professione di notai e avvocati;[1]
- Cesare Soresina (XVI secolo), feudatario di San Giovanni in Croce (Cr);[1]
- Giorgio di Giorgio Soresina (1559-1617), nel 1579 acquistò a Cremona la torre medievale dei fratelli Alessandro e Carlo Schinchinelli;[1]
- Girolamo Vidoni (1581-1632), cardinale;
- Niccolò Soresina (?-1627), sposò Fulvia del Pesce e nel 1613 acquistò il palazzo di città;[1]
- Pietro Vidoni (1610-1681), cardinale;
- Giorgio Soresina (1612-?), sposò Margherita di Cesare Vidoni, ultima della sua famiglia;[1]
- Pietro Vidoni (1759-1830), cardinale, nipote del cardinale Pietro Vidoni;
- Margherita Vidoni, sorella del cardinale Pietro. Fu lui a lasciare al nipote Francesco, figlio di Margherita e di Giorgio Soresina, il feudo di San Giovanni in Croce, acquistato dal fratello Cesare nel 1622, il Palazzo Vidoni Caffarelli di Roma e il cognome dei Vidoni da aggiungere al proprio;[1]
- Francesco Vidoni (XVII secolo), gentiluomo di camera di Vittorio Amedeo II di Savoia e cavaliere di corte di Giovanni II di Polonia, il 13 maggio 1675 fu investito da Carlo II di Spagna, che già lo aveva decorato del Toson d'oro, del marchesato del feudo di San Giovanni in Croce. Egli, nel 1676, sposava Bianca Schinchinelli e il figlio della coppia, Giuseppe Antonio, fu nominato erede universale dello zio Giulio Schinchinelli (?-1711);[1]
- Giuseppe Antonio Vidoni (1760-1822), figlio di Cesare Francesco e di Dorotea Pallavicini, ebbe il titolo riconfermato dall'imperatore Francesco II d'Asburgo-Lorena, elevandolo nel 1817 a principe dell'Impero. Sposò Maria Karolina (Carlotta) Khevenhüller-Metsch (1763-1858) ed ebbe due figli. Il primogenito Giovanni (1788-1836) sposò Elena Boutourlin e il secondogenito, Bartolomeo, nel 1859 aveva adottato Paolo Garavaglia, cavaliere di Malta: questi, alla morte di Bartolomeo nel 1878, ne ereditò parte dei beni e aggiunse al proprio il nome dei Soresina;[1]
- Bartolomeo Soresina-Vidoni (?-1878)
- Maria Carolina Vidoni (1835-1895), figlia del primogenito Giovanni, trasmise parte dei beni del padre, comprendenti San Giovanni in Croce e Cavallara al marito Tommaso Francesco Mocenigo Soranzo e alla figlia Maria Concetta, che nel 1863 sposava il toscano Giuseppe Giuntini.[1]

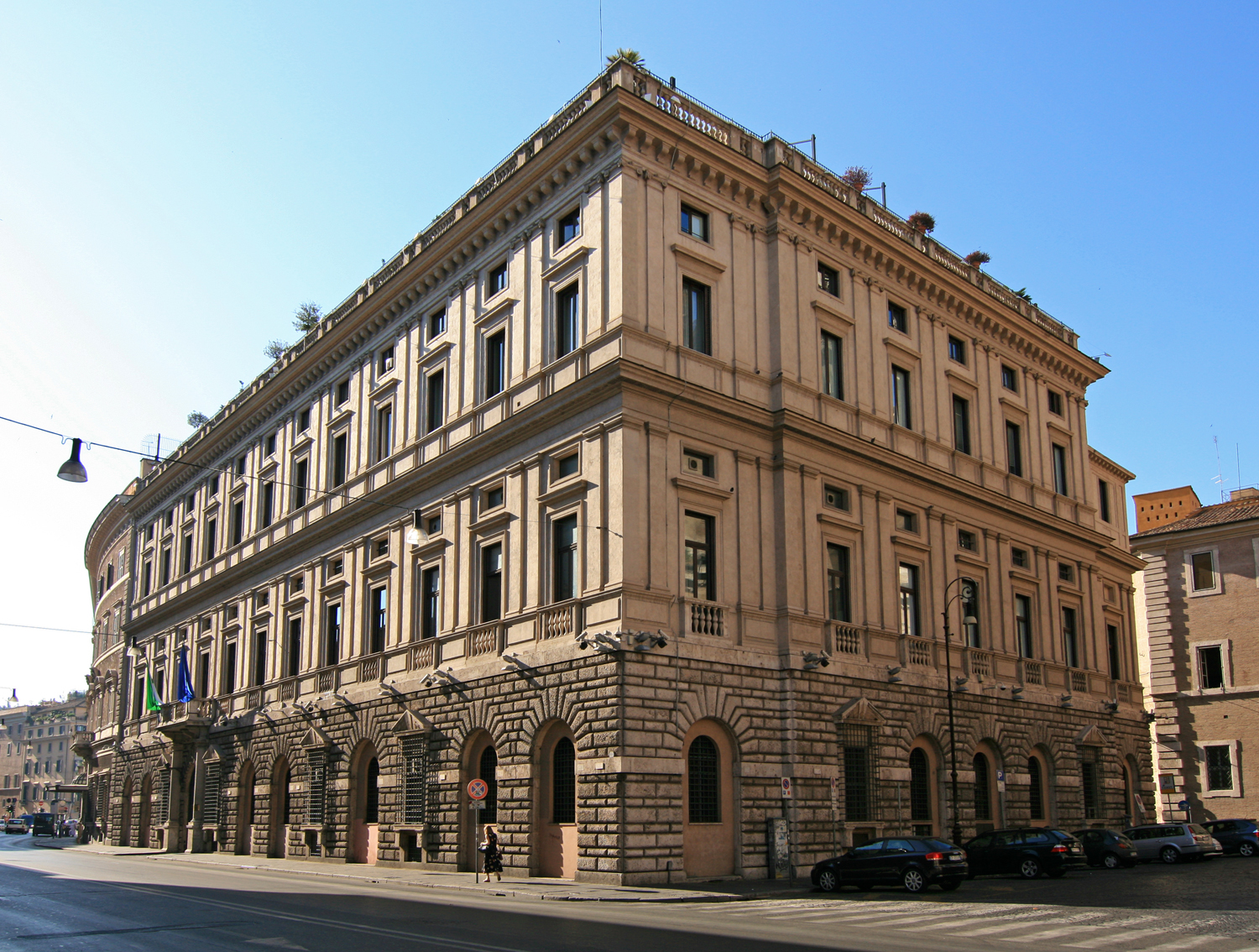
Roma, Palazzo Vidoni Caffarelli

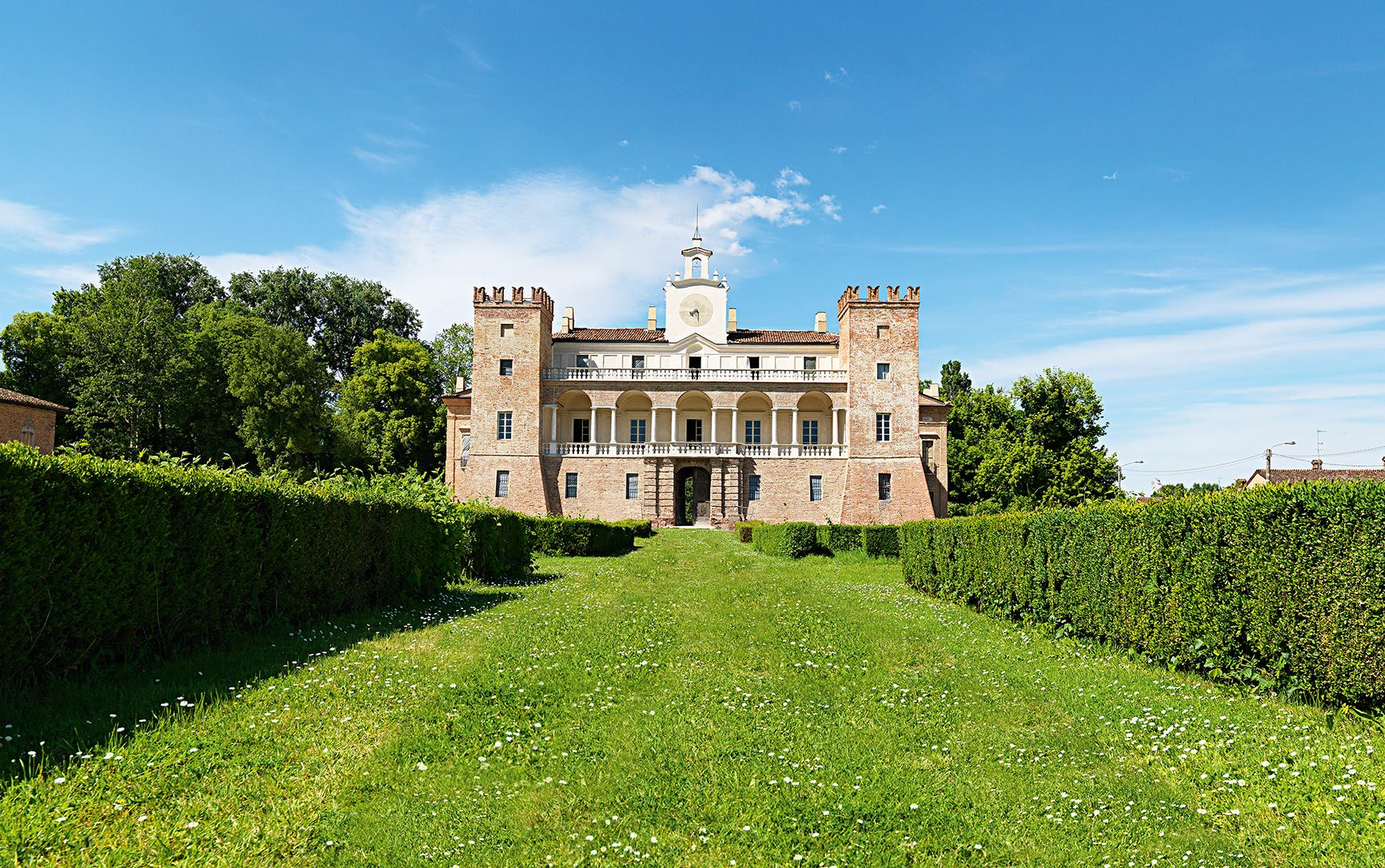
San Giovanni in Croce, Villa Medici del Vascello

## Palazzi di famiglia
- Palazzo Vidoni Caffarelli a Roma
- Castello Soresina Vidoni a Terra Amati di Cremona[3]
- Palazzo Soresina-Vidoni in corso Garibaldi a Cremona
- Villa Medici del Vascello a San Giovanni in Croce

## Archivio
Presso l'Archivio di Stato di Cremona si trovano carte dei Soresina-Vidoni, acquisite effettuati negli Settanta, le cui segnature originali potrebbero dimostrare la medesima provenienza del fondo toscano. Nello stesso Ente è conservato anche l'archivio Soresina-Vidoni-Mocenigo- Soranzo.